# Daiane Limeira
Daiane Limeira Santos Silva (Uberlândia, Minas Gerais, Brasil, 7 de septiembre de 1997), conocida como Daiane Limeira o solo Daiane, es una futbolista brasileña. Juega como defensa en el Flamengo del Campeonato Brasileño de Fútbol Femenino. Es internacional absoluta por la selección de Brasil desde 2018.

## Trayectoria
Daiane formó parte de las inferiores del Flamengo y a los 16 años fichó por el equipo sub-17 del Kindermann.
Durante el 2014 jugó fútbol sala para la Associação Desportiva 3R y el Joinville. En el 2015 jugó por el XV de Piracicaba y Tiradentes, y fue en el XV donde pasó a jugar de extremo a defensora. Para el 2016 jugó por el Rio Preto, donde ganó el Campeonato Paulista y fueron subcampeonas del Campeonato Brasileiro.
Ya en 2017 migró a Europa, y fichó por el Avaldsnes de la Toppserien de Noruega, donde ganó la primera Copa de Noruega del club. En agosto de 2018, fue fichada por el Paris Saint-Germain de la Division 1 Féminine por tres años. La temporada siguiente, fichó por el Club Deportivo TACON de España.
Al año siguiente fue una de las incorporaciones de la nueva sección femenina del Real Madrid Club de Fútbol, pero una lesión en pretemporada la tuvo todo el año alejada de los terrenos de juego y no pudo ni siquiera debutar con el equipo. A la finalización de su contrato, firmó por el vecino Madrid Club de Fútbol Femenino.
En junio de 2022, regresó a Brasil y fichó por el Flamengo del Campeonato Brasileño de Fútbol Femenino.

## Selección nacional
Daiane fue citada por primera vez a la selección de Brasil sub-20 en agosto de 2015, y formó parte del plantel que disputó la Copa Mundial Femenina de Fútbol Sub-20 de 2016, la brasileña fue nombrada la jugadora del partido en el empate 1:1 ante Suecia.
En noviembre de 2018, el entrenador Vadão citó por primera vez a la jugadora a ser parte de la selección de Brasil. Debutó el 13 de marzo de 2018 en la victoria por 7:0 sobre Bolivia por la Copa América Femenina 2018, torneo que ganó Brasil y aseguró su cupo para la Copa Mundial Femenina de 2019 en Francia. A pesar de que en un principio, Daiane no fue citada para la cita mundialista, fue citada luego de la lesión de Érika.

## Clubes
| Club                    | País    | Año        |
| ----------------------- | ------- | ---------- |
| Kindermann              | Brasil  | 2013       |
| Joinville Esporte Clube | Brasil  | 2014       |
| XV de Piracicaba        | Brasil  | 2015       |
| Tiradentes              | Brasil  | 2015       |
| Rio Preto               | Brasil  | 2016       |
| Avaldsnes IL            | Noruega | 2017-18    |
| Paris Saint-Germain     | Francia | 2018-19    |
| Club Deportivo TACON    | España  | 2019-20    |
| Real Madrid C. F.       | España  | 2020-21    |
| Madrid C. F. F.         | España  | 2021-22    |
| Flamengo                | Brasil  | 2022- Act. |